# كارل هسندريكس
كارل هسندريكس هو سياسي أمريكي، ولد في 8 أغسطس 1906 في مقاطعة سيفيير في الولايات المتحدة، وتوفي في 9 يناير 1977. نشط حزبياً في الحزب الديمقراطي. وقد انتخب عضو مجلس نواب أركنساس ‏.